# Restauration de Kenmu
1333–1336
Entités précédentes :
- Époque de Kamakura
- shogunat de Kamakura

Entités suivantes :
- Époque de Muromachi
- shogunat Ashikaga

La restauration de Kenmu (建武の新政, Kenmu no shinsei) ou l'ère Kenmu désigne une des 14 subdivisions traditionnelles de l'histoire du Japon. Cette période dure de 1333 à 1336. Elle couvre les trois années séparant la chute du shogunat de Kamakura de l'arrivée au pouvoir du shogunat Ashikaga, quand l'empereur Go-Daigo se lance dans la tentative avortée de rétablir le contrôle impérial sur le Japon.

## Histoire
Durant cette période, Go-Daigo tente de mettre fin au règne des shoguns et de restaurer la prééminence impériale, ce qui met fin à l'époque de Kamakura. Au début du XIVe siècle, le gouvernement militaire, appelé Bakufu de Kamakura et contrôlé par le clan Hōjō, perd de l'influence : l'effort nécessaire pour repousser les tentatives d'invasions mongoles du Japon de 1274 et 1281 a été très coûteux, et le shogun s'est montré incapable de récompenser les dirigeants provinciaux qui s'étaient ralliés sous sa bannière.
En 1318, Go-Daigo monte sur le trône en tant que membre de la branche Daikaku-ji de la maison impériale, mais refuse de céder ensuite le trône à un membre de la branche Jimyō-in, et devient déterminé à renverser le shogunat. Il est envoyé en exil en 1331, des hommes qui le soutiennent, tels que le guerrier provincial Kusunoki Masashige, continuent la lutte, et en 1333 le shogunat est détruit lorsque Ashikaga Takauji se retourne contre lui.
Go-Daigo retourne alors à Kyōto en étant convaincu que les jours des shoguns et autres usurpateurs étaient terminés et que l'empereur pourrait régner dans les faits comme dans le passé. Ce passé glorieux est, comme le note Francine Hérail « un état ancien, plus ou moins imaginaire, dans lequel l'empereur et ses proches détenaient le pouvoir ». Cependant, son régime n'a ni l'expérience administrative, ni le pouvoir sur les provinces nécessaires pour gérer les réalités d'une société dominée par les guerriers. Go-Daigo refuse de nommer Takauji shogun même lorsque celui-ci le lui demande directement en 1335, et quand ils s'affrontent l'année suivante, le résultat est immédiat. Takauji écrase les restes des loyalistes à la bataille de Minatogawa et installe un empereur fantoche, Kōmyō, sur le trône, avant de se faire officiellement nommer shogun en 1338 et d'établir le shogunat de Muromachi. De son côté, Go-Daigo fuit Kyōto pour se réfugier à Yoshino où il établit sa cour du Sud. Ceci débute alors un schisme entre les deux branches rivales de la famille impériale, qui durera jusqu'en 1392, la période de 1336 à 1392 étant appelée époque Nanboku-chō. Les descendants de Takauji Ashikaga gardent le titre de shogun jusqu'à la fin de l'époque de Muromachi.

## La restauration de Kenmu dans la fiction
Dans le roman uchronique Romanitas de Sophia McDougall, la restauration de Kenmu devient un événement majeur de l'histoire japonaise, équivalent à la restauration de Meiji dans l'histoire réelle.